# 岡村崔
岡村 崔(おかむら たかし、1927年12月13日 - 2014年2月4日)は、日本の写真家。

## 経歴・人物
東京府下吉祥寺に生まれる。5歳の頃、両親の故郷静岡県に転居。幼少期は相良、その後静岡市内に移り、1945年、静岡県立静岡中学校卒業。
1948年に芝浦工業専門学校(現、芝浦工業大学)を卒業し、日本大学旧工学部(現、理工学部)建築学科に入学(のち中退)。
中学在学中より登山を始め、山岳風景の写真にも取り組むようになる。1958年、登山の国際大会に参加するため初めて渡欧。この頃より専攻した建築から関心を広げ、ロマネスクの彫刻などヨーロッパの文化、美術に興味を持ち、渡航を重ねる。1965年にはローマに移住、ヨーロッパ各地の美術作品や教会建築などの撮影を中心に美術写真の専門家として活動するようになった。
高所作業が必要な建築装飾や壁画の撮影を、登山の経験を生かして数多く手掛け、とくにヴァティカン市国システィナ礼拝堂のミケランジェロによるフレスコ画「天地創造」をはじめとした壁画の撮影は、1980年から約20年に渡って行われた修復作業の前後およびその過程において、細部にわたって壁画全体を精密に記録したもので、美術史家ケネス・クラークが「ミケランジェロのベールを剥がした」と記すなど国際的に高く評価された。
1995年に帰国後は静岡に暮らした。

## 作品一覧
- 『大系世界の美術』(全20巻、学習研究社、1971-1975年)
- 『世界彫刻美術全集』(全13巻、小学館、1974-1977年)
- 鹿島卯女編『ローマの噴水』(鹿島出版会、1975年)
- 高階秀爾編『受胎告知』(鹿島出版会、1977年)、
- 『ミケランジェロ・ヴァティカン壁画』(アンドレ・シャステル解説、講談社、1980年)
- 『ミケランジェロ　ヴァティカン宮殿壁画』(嘉門安雄解説、講談社、1981年)
- M.パロッティーノ他『エトルリアの壁画』(青柳正規他訳、岩波書店、　1985年)
- フレデリック・ハート他『ミケランジェロ・システィーナ礼拝堂』(若桑みどり監訳、日本テレビ放送網、1990年)
- 『NHKフィレンツェ・ルネサンス』(全6巻、日本放送協会出版、1991年)
- ピエールルイージ・デ・ヴェッキ他『最後の審判』(若桑みどり監訳、日本テレビ放送網、1996年)
- ピエールルイージ・デ・ヴェッキ他『システィーナ礼拝堂　甦るミケランジェロ』(若桑みどり監訳、日本テレビ放送網、1998年)

### 展覧会
- 『ミケランジェロのヴァティカン壁画』(西武美術館他、1980年)
- 『ヴァティカン宮ラファエロの壁画』(大丸ミュージアム、大阪他、1987年)
- 『ボッティチェリ　ヴィーナスの誕生・春』(大丸ミュージアム、大阪他、1989年)

### 受賞歴
- 1981年 日本写真協会賞年度賞(システィナ礼拝堂の撮影などに対し)
- 1992年 第15回マルコ・ポーロ賞(『NHK フィレンツェ・ルネサンス』に対し、監修者他との共同受賞)
- ダンテ・アリギエリ芸術国際賞